# Café Guerbois

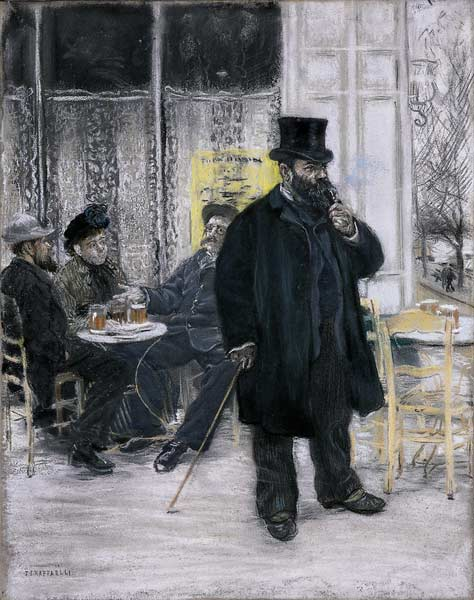
Bohèmes au Café. (1886) Jean-François Raffaelli. Pastel sobre tela. 55 x 44 cm. Bordeaux: Musée des Beaux-Arts.

La Cafetería Guerbois, en la Avenida de Clichy en París, era un local de reunión y discusión entre artistas, escritores y amantes del arte a finales del siglo XIX; los llamados bohemios, en contraste con los burgueses.
Centrado en Édouard Manet, el grupo se reunía en el café normalmente los domingos y jueves.
Émile Zola, Frédéric Bazille, Louis Edmond Duranty, Henri Fantin-Latour, Edgar Degas, Claude Monet, Pierre-Auguste Renoir y Alfred Sisley asistían regularmente a las discusiones. A veces Paul Cézanne y Camille Pissarro también se les unían. El grupo fue llamado a veces El Grupo de Batignolles, y muchos de los miembros estaban asociados al impresionismo.
Las conversaciones allí eran a menudo encendidas. Un anochecer en febrero de 1870, las cosas se acaloraron tanto que Manet, insultado por una crítica que Duranty escribió, lo retó e hirió a Duranty en duelo. El daño no fue fatal, y los dos quedaron como amigos.